# Parques Dolphin Discovery
Parques Dolphin Discovery es una mpresa mexicana que opera delfinarios y ofrece a sus huéspedes la experiencia de nadar con delfines mulares, lobos marinos sudafricanos y manatíes.
Los hábitats de Dolphin Discovery forman parte de The Dolphin Company, una empresa que ofrece a nivel mundial en experiencias interactivas y entretenimiento educativo, que opera parques naturales, temáticos, acuáticos y hábitats de mamíferos marinos en más de 30 ubicaciones alrededor del mundo.

## Historia
Desde su apertura en 1994, ha recibido a más de 6 millones de visitantes. En sus 24 parques ubicados en México, Jamaica, el Caribe, Estados Unidos e Italia.
En 2009, la empresa inauguró un Dolphin Discovery en Ciudad de México.
El grupo invirtió $6 millones para construir dos nuevos parques, uno en Quintana Roo y otro en República Dominicana.
En 2015, el grupo compró en Italia, a la empresa Mundo Aquático SA, por 25 millones de euros, luego la empresa jamaicana Dolphin Cove que explota 3 delfinarios  y luego su empresa hermana Dolphin Cove Cayman.   En 2019, la empresa compró al Acuario de Georgia .
En México adoptaron un conjunto de leyes en que prohíben el uso de delfines en cautiverio para espectáculos, interacciones con visitantes, sesiones de "terapia" e investigaciones científicas. El presidente de la Comisión de Medio Ambiente apuntó especialmente al delfinario del parque temático en Ciudad de México, operado por el grupo. La ciudad de Cancún se alinea con el voto federal al extender la nueva prohibición a su municipio.

## Parques
| Pays                      | État                      | Parc                                            | Filiale     | Depuis |
| ------------------------- | ------------------------- | ----------------------------------------------- | ----------- | ------ |
| Mexique                   | Quintana Roo              | Dolphin Discovery Cancun - Isla Mujeres         |             |        |
| Mexique                   | Quintana Roo              | Dolphin Discovery Costa Maya                    |             |        |
| Mexique                   | Quintana Roo              | Dolphin Discovery Dreams Puerto Aventuras       |             |        |
| Mexique                   | Quintana Roo              | Dolphin Discovery Cozumel                       |             |        |
| Mexique                   | Quintana Roo              | Dolphin Discovery Riviera Maya Puerto Aventuras |             |        |
| Mexique                   | Quintana Roo              | Dolphin Discovery Tumul - Akumal                |             | 2014   |
| Mexique                   | Quintana Roo              | Dolphin Discovery Playa del Carmen              |             |        |
| Mexique                   | Basse-Californie du Sud   | Dolphin Discovery Los Cabos                     |             |        |
| Mexique                   | Mexico                    | Six Flags México                                |             | 2009   |
| Mexique                   | Nayarit                   | Dolphin Discovery Puerto Vallarta               |             |        |
| Italie                    | Italie                    | Zoomarine Roma                                  |             | 2015   |
| Jamaïque                  | Jamaïque                  | Dolphin Cove Montego Bay                        | [[{{{2}}}]] | 2015   |
| Jamaïque                  | Jamaïque                  | Dolphin Cove Ocho Rios                          | [[{{{2}}}]] | 2015   |
| Jamaïque                  | Jamaïque                  | Moon Palace Jamaica Grande                      | [[{{{2}}}]] | 2015   |
| États-Unis                | Floride                   | Dolphin Discovery au Golfe World Marine Park    |             | 2015   |
| États-Unis                | Floride                   | Marineland de Floride                           |             | 2019   |
| Anguilla                  | Anguilla                  | Dolphin Discovery Anguilla                      |             |        |
| Îles Caïmans              | Îles Caïmans              | Dauphin Cayman                                  |             |        |
| Îles Caïmans              | Îles Caïmans              | Dolphin Cove Cayman                             |             | 2015   |
| Îles Vierges Britanniques | Îles Vierges Britanniques | Dolphin Discovery Tortola                       |             | 2020   |
| République Dominicaine    | République Dominicaine    | Dolphin Discovery Punta Cana                    |             |        |
| Saint-Kitts-et-Nevis      | Saint-Kitts-et-Nevis      | Dolphin Cove Saint-Kitts                        |             |        |

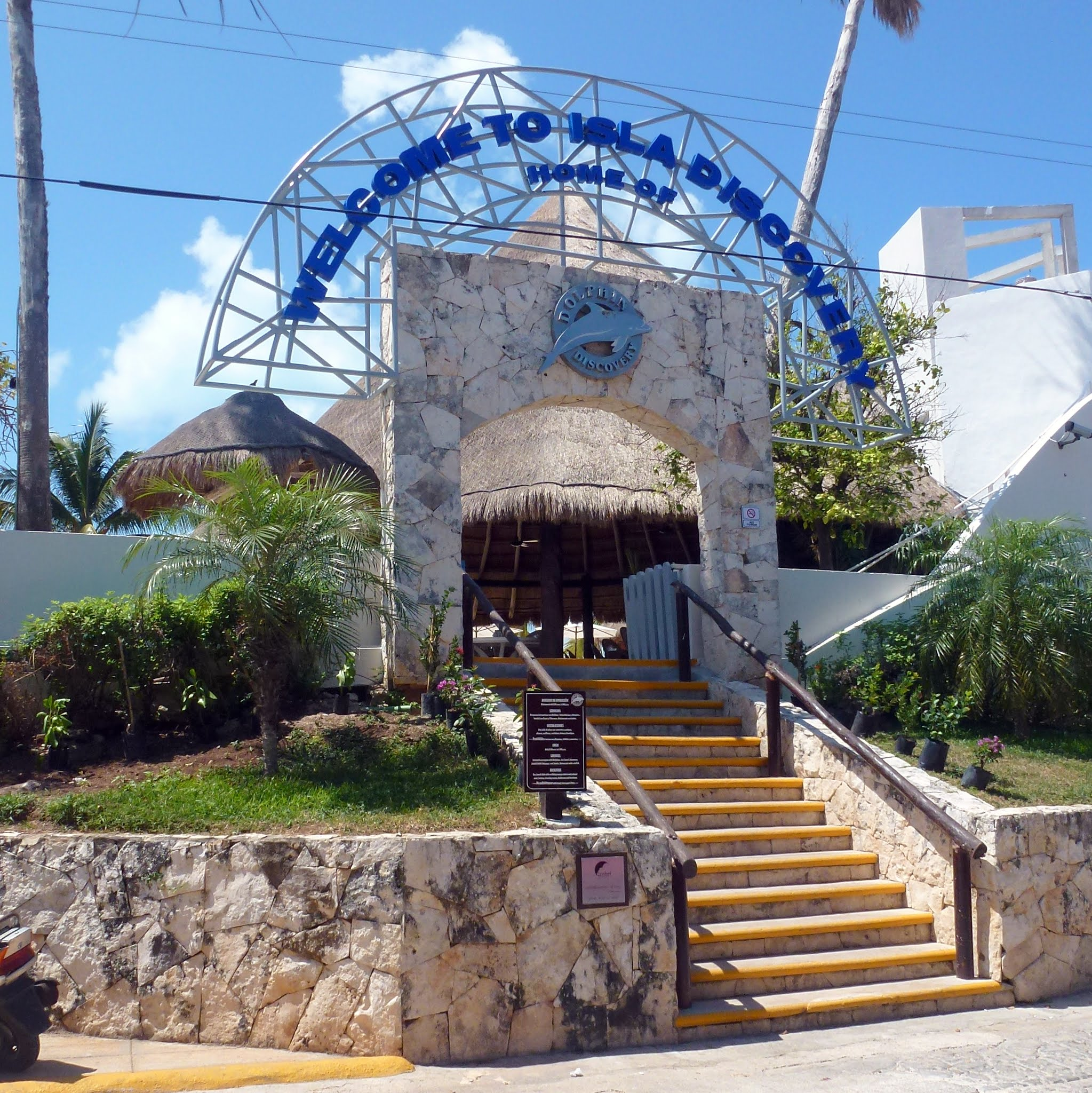
Isla Mujeres
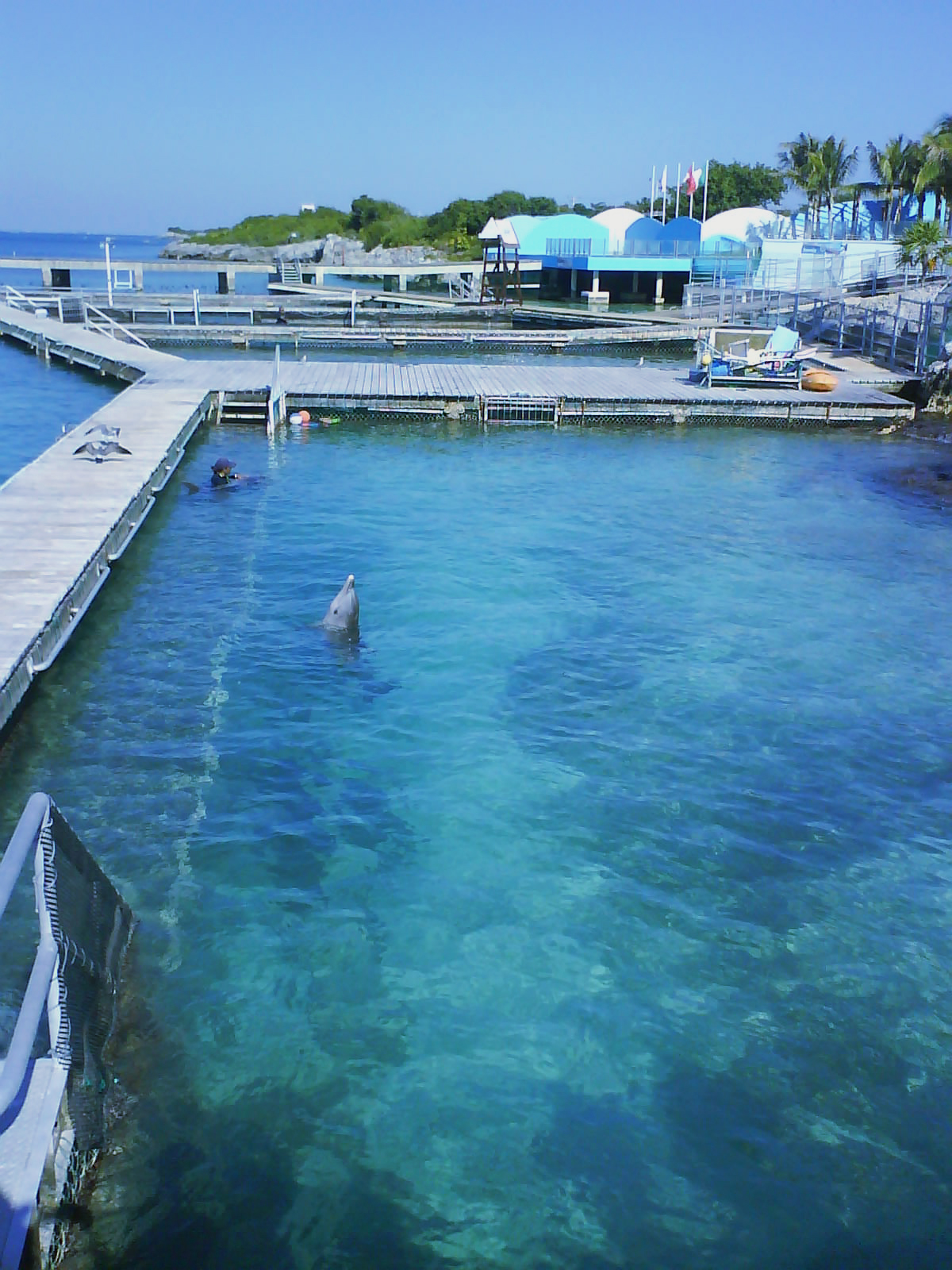
Piscinas Delphine en Dolphin Discovery Islas Mujeres.
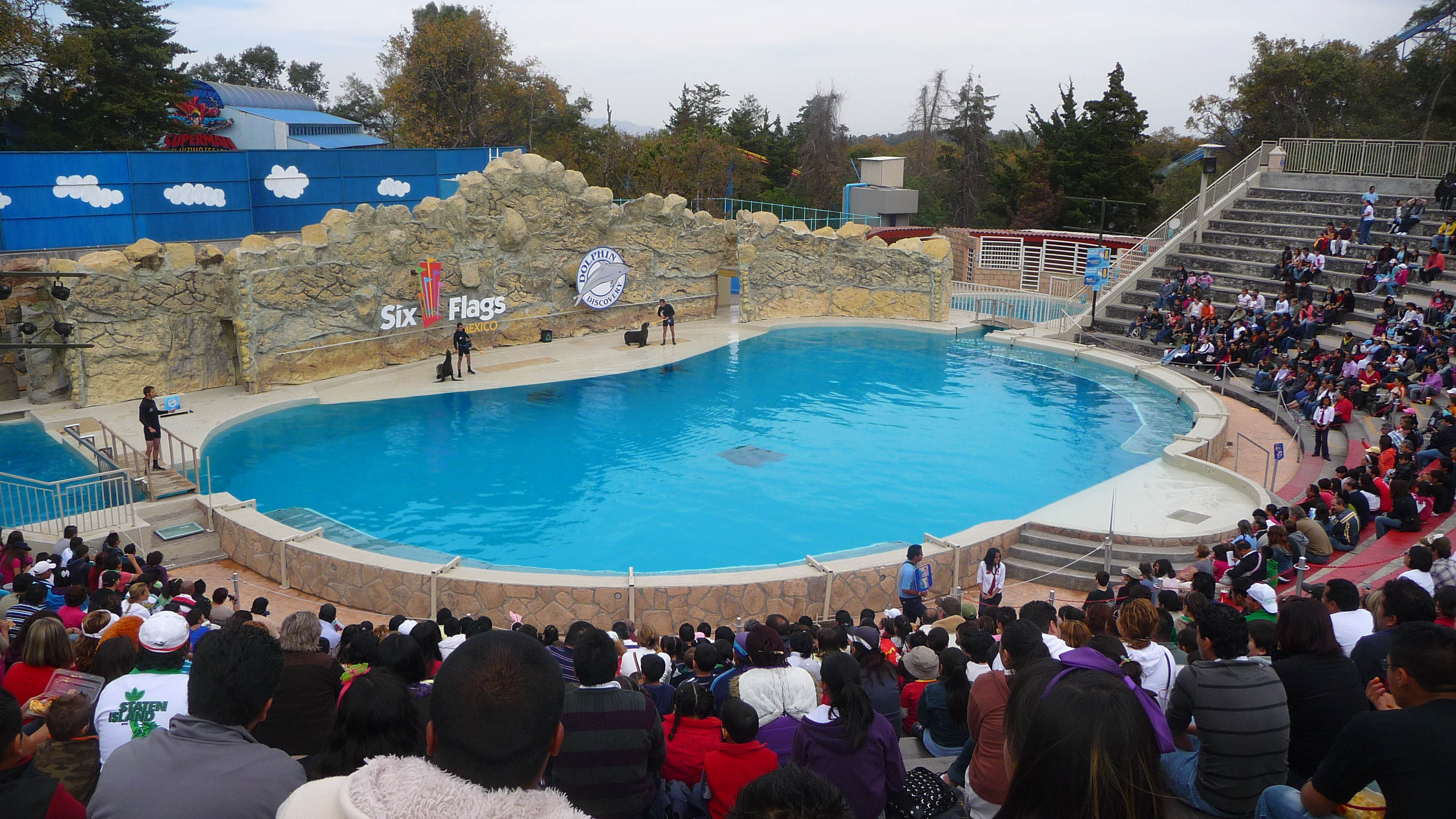
Piscina del delfín Six Flags México.